# Narzędzia komunikacji
Narzędzia komunikacji – umożliwiają proces przekazywania informacji, którym jest komunikacja. 

## Charakterystyka
Juliusz Bolek zaproponował podział na narzędzia klasyczne i nowoczesne.
Przykłady klasycznych narzędzi komunikacji:
- spoty telewizyjne,
- billboardy,
- radiowęzły,
- biuletyny/newslettery[1],
- marketing szeptany,
- event marketing,

wykorzystywane są przez tradycyjne środki masowego przekazu, takie jak prasa, radio lub telewizja. 
Przykłady nowoczesnych narzędzi komunikacji:
- lokowanie produktu,
- ambient marketing[2],
- blogi,
- e-mail,
- sms[1],

powstały wraz z pojawieniem się nowych technologii, takich jak np. Internet, technologie mobilne lub ISDN.

## Przykłady zastosowania
Marketing – w tym przypadku narzędzia komunikacji są stosowane do reklamy oraz promocji produktów i usług. Interaktywne typy promocji, na które pozwala Internet, jak np. bezpośredni kontakt z konsumentem poprzez e-maile, strony internetowe lub SMS, wykorzystywane są przy użyciu nowoczesnych technologii.
Nauka – w działalności naukowej narzędzia komunikacji stosowane są do popularyzacji nauki. Takimi narzędziami są np. dedykowanie serwisy wyszukiwawcze zasobów Open Access.  Opisane usługi internetowe kształtują formy i sposoby komunikacji w nauce, czyniąc ją szybszą i wygodniejszą.
Przedsiębiorstwa – przedsiębiorstwa wykorzystują narzędzia komunikacji m.in. do jednostronnego przekazywania informacji, używając w tym celu np. radiowęzła. Z kolei najczęściej wykorzystywanym nowoczesnym narzędziem jest intranet. Pozwala na dostęp wyłącznie odbiorcom wybranym przez nadawcę. 